# Zell am Moos
Zell am Moos è un comune austriaco di 1 589 abitanti nel distretto di Vöcklabruck, in Alta Austria.